# 신풍휴게소
신풍휴게소(新豊休憩所, Sinpung Service Area)는 충청남도 공주시 신풍면 평소리에 위치한 서산영덕고속도로]의 고속도로 휴게소이다. 이 휴게소는 정규휴게소가 아닌 간이 휴게소이다. 하지만 총연장 91km인 서산영덕고속도로 당진~대전 간 구간의 휴게소 중 이 휴게소가 임시 휴게소로 지정되면서 예산 휴게소와 서해안고속도로 행담도 휴게소와의 거리가 51.6km로 먼 것으로 드러나 사고 위험이 높다는 의견이 제기되었다. 현재 서산영덕고속도로 당진~대전 구간의 휴게소 중 간이 휴게소는 당진시 면천 휴게소와 이 휴게소 밖에 없다.

## 시설
- 주차장
- 화장실
- 편의점

## 전후
서산 방면
- 유구 나들목←신풍휴게소→마곡사 나들목
- 예산 휴게소←신풍휴게소→공주휴게소

영덕 방면
- 유구 나들목←신풍휴게소→서공주 분기점(마곡사 나들목이 영덕 방면 진입만 가능한 관계로 이 휴게소 다음 시설물은 서공주 분기점이 된다.)
- 예산 휴게소←신풍휴게소→공주휴게소